# رود اسپی

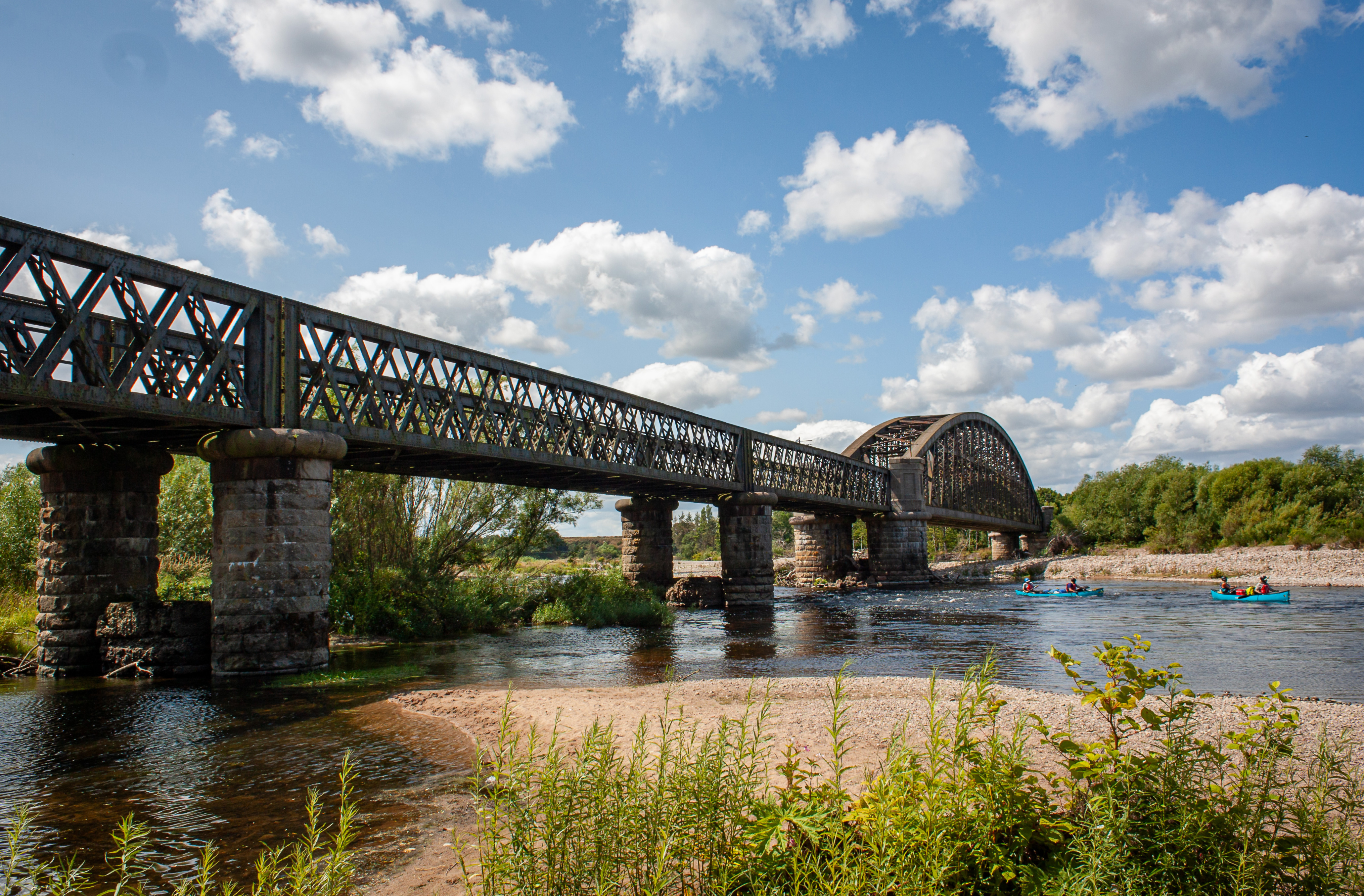

 رود اسپی رودی است به دریای شمال می‌ریزد. این رود از کشور بریتانیا می‌گذرد.